# Abrotrichini
Abrotrichini, también conocida como la clado andino o clado andino del sur, es una tribu de roedores de la subfamilia Sigmodontinae. Incluye unas quince especies en cuatro géneros, distribuidas en América del Sur, desde el sur de Perú hasta el extremo meridional del continente, incluidas las estepas de Patagonia. Los fósiles más antiguos conocidos son del Plioceno en Argentina.

## Taxonomía
Los abrotriquinos fueron colocados universalmente en la tribu Akodontini hasta la década de 1990, y algunos incluso fueron clasificados dentro del género Akodon. Estudios de alozimas a principios de esa década ofrecieron las primeras pruebas de su distinción respecto a Akodontini, y en 1999 un estudio basado en secuencias del gen mitocondrial del citocromo b encontró más evidencia de esta separación y propuso el nombre Abrotrichini para este grupo. Sin embargo, el nombre Abrotrichini no era válido bajo el Código Internacional de Nomenclatura Zoológica debido a que su propuesta era condicional. Por ello, el clado permaneció sin nombre válido y fue incluido dentro de Akodontini en la tercera edición de 2005 de Mammal Species of the World. Otros estudios filogenéticos que incorporaron genes nucleares reafirmaron la distinción entre Akodontini y el nuevo grupo. En 2007, Guillermo D'Elía y colaboradores publicaron una diagnosis completa de la tribu Abrotrichini, validando su nombre.
Abrotrichini incluye cuatro géneros —Abrothrix, Chelemys, Geoxus y Notiomys— que se agrupan en dos grandes subgrupos: uno formado solo por Abrothrix y el otro por los tres restantes. Abrothrix, que anteriormente se incluía en Akodon, comprende unas nueve especies, entre las que se encuentran Abrothrix jelskii, la más septentrional, y Abrothrix lanosus, una de las más australes. Dentro del grupo restante, Chelemys es el género hermano de los otros dos; incluye tres especies en el centro y sur de Chile y zonas cercanas de Argentina. Los tres géneros restantes, cada uno con una sola especie, están estrechamente relacionados y comparten hábitos fosoriales (excavadores). Geoxus habita en el centro y sur de Chile y zonas cercanas de Argentina, y Notiomys en el sur de Argentina.
La tribu forma parte del clado Oryzomyalia, que incluye la mayoría de miembros de la subfamilia Sigmodontinae. Dentro de Oryzomyalia, algunos estudios han identificado a Wiedomys como el pariente más cercano de Abrotrichini, aunque las relaciones basales entre sus componentes siguen sin estar del todo claras. Sigmodontinae incluye cientos de especies distribuidas por Sudamérica y hasta América del Norte. Es una de varias subfamilias reconocidas dentro de la familia Cricetidae, que abarca muchas más especies, principalmente en Eurasia y Norteamérica.

## Descripción
Los abrotriquinos son roedores sigmodontinos de tamaño pequeño a mediano con pelaje largo, suave, generalmente gris o marrón, una cola corta y peluda, y patas grandes con garras bien desarrolladas. En el cráneo, el hocico es largo, la región interorbital tiene forma de reloj de arena, y la caja craneana es redondeada. El paladar es largo (superando el tercer molar). No hay ranuras en los incisivos superiores, y los molares no son hipsodontos (de corona alta). Estos carecen de estructuras accesorias, especialmente el tercer molar superior. Tienen 13 vértebras torácicas con sus correspondientes costillas, 6 vértebras lumbares, y entre 18 y 29 vértebras caudales.
Un cariotipo de 52 cromosomas (2n = 52), presente en varias especies, ha sido propuesto como posible sinapomorfía de la tribu, aunque esta hipótesis aún no se ha probado completamente. Por ejemplo, Pearsonomys tiene 2n = 56, y algunas poblaciones de Abrothrix olivaceus presentan 2n = 44.